# روثي هينشال
فالنتاين روث هينشال (من مواليد 7 مارس 1967) ، والمعروفة باسم روث هينشال ، هي ممثلة ومغنية وراقصة إنجليزية معروفة بعملها في المسرح الموسيقي. بدأت حياتها المهنية في المسرح عام 1986 ، قبل أن تبدأ ظهورها لأول مرة في West End في Cats في عام 1987. وحصلت على جائزة أوليفييه عام 1995 كأفضل ممثلة في عام 1995 كأفضل ممثلة في دور موسيقي عن دورها في دور أماليا بلاش في إحياء لندن. من تحبني (1994).

## روابط خارجية
- روثي هينشال على موقع IMDb (الإنجليزية)
- روثي هينشال على موقع ميوزك برينز (الإنجليزية)
- روثي هينشال على موقع تيرنر كلاسيك موفيز (الإنجليزية)
- روثي هينشال على موقع أول موفي (الإنجليزية)
- روثي هينشال على موقع قاعدة بيانات برودواي على الإنترنت (الإنجليزية)
- روثي هينشال على موقع ديسكوغز (الإنجليزية)
- روثي هينشال على موقع قاعدة بيانات الفيلم (الإنجليزية)